# Біодизель
Біоди́зель (дизельне біопаливо, МЕРО, РМЕ, RME, FAME, EMAG, SME, SFME, біонафта й ін.) — екологічно чистий вид біопалива, а також паливна добавка, яку отримують із рослинної олії чи тваринного жиру і використовується для заміни нафтового дизельного палива. З хімічної точки зору це пальне є сумішшю метилових та/або етилових моноалкілових ефірів довголанцюжкових жирних кислот (насичених і ненасичених). Біодизель є альтернативним автомобільним паливом.

## Стандарти
Національний стандарт ДСТУ 6081:2009 «Паливо моторне. Ефіри метилові жирних кислот олій і жирів для дизельних двигунів. Технічні вимоги» (затверджено Наказом Держспоживстандарту від 20.01.2009 р. № 27), а також європейський стандарт EN 14214:2003 розкривають різницю між біодизелем та нафтовим дизельним паливом відповідно ДСТУ 3868-99 «Паливо дизельне. Технічні умови».
У світі діє ще декілька стандартів на дизельне біопаливо: DIN V 51606 та ASTM D 6751.

## Фізичні та хімічні властивості
Біодизель це рідина жовтого кольору (може бути різних відтінків). Майже не змішується з водою, має високу температуру кипіння та низьку пружність пари. Виготовлений з незабрудненої сировини біодизель є нетоксичним.
Відносно висока температура займання біодизелю 150 °C робить паливо досить безпечним у питанні протипожежної безпеки.
Густина біодизелю 0,86 г/см³.

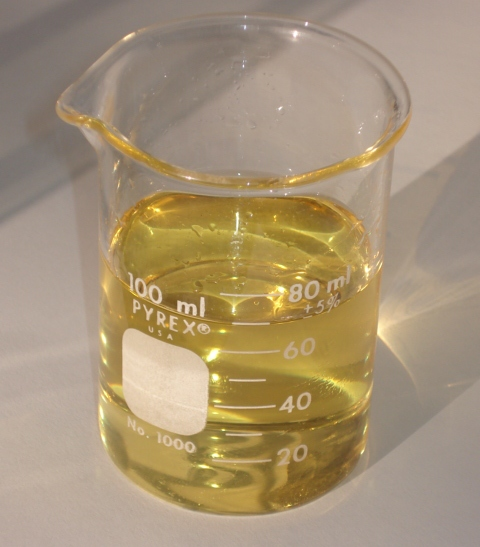
Чистий біодизель Б-100 з соєвих бобів

В'язкість біодизелю та звичайного дизельного пального однакова.
Вміст сірки у вихлопі 0,001% проти 0,05% в мінеральному дизельному паливі.

## Позначення палива що містить біодизель
Біодизель може використовуватись самостійно або в суміші зі звичайним дизельним паливом. Для позначення палива що містить біодизель застосовується літера «В»:

В100 — 100 % біодизелю; 

В20 — 20 % біодизелю і 80 % звичайного (нафтового) дизельного пального.

## Технологія виготовлення
Біодизель найчастіше виробляють з ріпакової олії (84%), проте в залежності від географічного розташування і природно-кліматичних умов виробників використовується соняшникова олія (13%), конопляна, олія ятрофи (пляшкове дерево). Процес одержання біодизельного палива є досить простим. Рослинна олія є сумішшю тригліцеридів, ефірів, сполучених з молекулою гліцерину. Основне завдання при одержанні біодизелю полягає в тому, щоб видалити гліцерин, замінивши його на спирт. Цей процес називають переетерифікацією. Переетерифікація є найпоширенішим способом отримання біодизелю з рослинної олії та тваринних жирів спиртами (етиловим, метиловим, ізопропіловим, бутанол). В результаті етерифікації утворюються ефіри жирних кислот (біодизель) та побічний продукт переетерифікації – триатомний спирт гліцерин в складі гліцеролової фази (в неочищеному стані його називають гліцерилом, а саму гліцеролову фазу — так званим «чорним» гліцерином).
Отже, під час реакції етерифікації рослинного жиру нижчим жирним спиртом (найчастіше – метиловим) утворюються складні ефіри, а також гліцеролова фаза, хімічний склад якої такий: гліцерин – 56 %, метанол (етанол) – 4 %, жирні кислоти – 13 %, вода – 8 %, неорганічні солі – 9 %, складні ефіри – 10 %.
З 1 тонни олії та 0,1 тонни метанолу виробляють орієнтовно 1 тонну біодизелю та 0,1 тонну гліцерилу.
Якщо отриманий біодизель має низьку температуру спалаху, це свідчить про недостатність очищення від метанолу. Для запобігання мікробному псуванню біодизеля на стадії очищення і стабілізації біопалива використовують паливні присадки (біоциди), та проводять докладне зневоднення готового продукту, обробку ультразвуком.
При використанні етанолу буде отримано етилові ефіри біодизелю. Етанолова та ізопропанолова технології складніші (вимагають наявності каталізаторів та апаратури, яка б могла працювати при високому тиску).
Найпоширенішим для виробництва метилових ефірів є використання метанолу, оскільки він є найдешевшим зі спиртів. Під час реакції переетерифікації олії та жири вступають у реакцію з метиловим (етиловим) спиртом у присутності каталізатора (лугу), внаслідок чого утворюються складні ефіри (біодизель), а також гліцеролова фаза, що містить 45-56% гліцерину, 4% метанолу, що не прореагував, 13% жирних кислот, 8% води, 9% неорганічних солей, 10% ефірів. Одержану в результаті реакції суміш розділяють в сепараторах або ємностях-відстійниках. Очищений гліцерин використовується для виробництва миючих засобів, а після глибокої очистки використовується в фармації. Проте для проведення очистки гліцерину та утилізації відходів необхідні додаткові капіталовкладення на етапі проєктування та будівництва переробного заводу.
Ці технології є дещо багатостадійними і пов'язані з нагромадженням відходів, зокрема гліцерилу, який не піддається етерифікації в цих умовах. Розробляються способи одержання біодизелю з використанням твердих гетерогенних каталізаторів, які відкривають перспективу створення одностадійних енергозберігаючих процесів переетерифікації олій та жирів та етерифікацію гліцерину навіть із застосуванням етанолу. Найбільше практичне застосування серед твердих кислот знаходять цеоліти, індивідуальні та змішані оксиди, активовані глини, органічні сульфокатіоніти.

### Переетерифікація з метанолом
Відомі дві технології виготовлення біодизеля: традиційна та технологія надкритичного стану метанолу.
Традиційна технологія виробництва біодизеля простіша, однак отриманий біодизель обов'язково необхідно звільняти від каталізатора, залишків метанолу і води, яка потрапляє туди при попередніх стадіях очищення. Технологія надкритичного стану метанолу є складнішою, але оскільки вона проходить без використання каталізатора, отриманий біодизель достатньо очистити лише від залишків метанолу. Здебільшого застосовується традиційна технологія виробництва біодизеля.

#### Традиційна технологія
Традиційна технологія отримання метилового ефіру полягає в етерифікації триглециридів рослинної олії метанолом з використанням лужних або кислотних каталізаторів. Для проходження реакції етерифікації жир змішують з метанолом (в пропорції приблизно 10 до 1) в присутності каталізатора при температурі 35-40°С.
При використанні кислотного каталізатора тривалість реакції етерифікації становить від 1 до 45 годин, лужного — від декількох десятків хвилин до 8 годин (в залежності від температури і тиску), причому в початковий період реакція перебігатиме повільно внаслідок двофазної природи системи метанол/олія, тому необхідно проводити інтенсивне перемішування реагентів.
В результаті реакції утворюється суміш метилового ефіру та гліцеролу. Суміші дають відстоятися. В результаті відстоювання суміш розділяється: гліцерол, як важча фракція (ρ1261 кг/м³), опускається вниз, а метиловий ефір, як більш легкий (ρ860-900 кг/м3), розміщується над ним. З відстояної суміші метиловий ефір та гліцерол зливають в різну тару.
В залежності від виду використовуваного каталізатора при виробництві метилового ефіру розрізняють процеси з гомогенним та гетерогенним каталізаторами. 

Гомогенним каталізом називають процес, при якому каталізатор знаходиться в одній фазі з реагентами. Продукти реакції потребують очищення від присутнього в них каталізатора. 
Гетерогенний, або контактний каталіз — це процес, при якому каталізатор є окремою фазою, відокремленою від реагентів. Каталітична реакція протікає на поверхні твердого каталізатора і обумовлена активізацією молекул реагентів при взаємодії з його поверхнею. Найпоширенішими в промисловості є реактори з нерухомим шаром каталізатора, в яких зверху вниз, через шар гранульованого або таблетованого каталізатора, пропускається потік реагентів. Каталізатори, що застосовуються в цих реакторах повинні володіти певною міцністю до стирання, оскільки при цьому збільшується гідравлічний опір шару. Величина поверхні і пористість каталізатора його загальну активність, однак сприяють дифузійному гальмуванню реакції. Для ліквідації дифузійних ускладнень застосовують непористі носії або зерна каталізатора дроблять. Гетерогенний каталіз проводять в реакторах змішування, в яких дрібнозернистий каталізатор суспендують в середовищі реагентів. Такі реактори використовують як в періодичному, так і в безперервному режимах. Для усунення зовнішніх дифузійних ускладнень, суміш інтенсивно перемішують. Після закінчення реакції, каталізатор необхідно відокремити від реагентів. Застосовують також реактори з киплячим, або псевдозрідженим, шаром каталізатора, в яких пилоподібний каталізатор піднімається висхідним потоком реагентів. Переваги реакції у псевдозрідженому шарі — можливість використання дрібнодисперсних непористих частинок, що знижує вплив внутрішньої дифузії; безперервне видалення відпрацьованого каталізатора і можливість його заміни; високий коефіцієнт теплопередачі, що дозволяє підтримувати постійну температуру всього об'єму киплячого шару. Псевдозріджений шар використовують для реакцій з інтенсивним тепловиділенням. До його недоліків належать підвищене стирання каталізатора і винесення частинок каталізатора з реактора з продуктами реакції. При цьому продукти реакції необхідно додатково очищати. У деяких процесах застосовують реактори з рухомим шаром гранульованого каталізатора, в який постійно подається свіжий каталізатор, а відпрацьований йде на регенерацію.
Тригліцерид олія (100л) + метанол (10л)  → гліцерол (10л) + суміш ефірів жирних кислот біодизель (100л) 

де, R1, R2, R3 – довгі ланцюги атомів вуглецю та водню

Для швидкості і повноти етерифікації метанол береться з надлишком, тому отриманий метиловий ефір містить до 1,5% метанолу, від якого біодизель необхідно очистити, оскільки він роз'їдає кольорові метали двигуна, гумові прокладки, фарбу тощо. Метанол з біодизеля видаляють шляхом дистиляції. Позаяк при проходженні реакції етерифікації каталізітор не вступає в саму реакцію, а тільки її прискорює - у виготовленому біодизелі він залишається повністю. Біодизель не звільнений від каталізатора викликає корозію двигуна. Видаляють його, змішуючи продукт із підкисленою водою (у випадку лужного каталізатора), внаслідок чого проходить нейтралізація каталізатора з утворенням мила, і він переходить в омилений залишок (соапсток). Омилений залишок видаляється. При цьому перевіряють рН за допомогою лакмусового паперу чи звичайним лабораторним цифровим рН-метром. Кислотність повинна бути нейтральною – 7,0. Завершальним етапом є просушування метилових ефірів жирних кислот задля видалення води. Наявність води негативно впливає на роботу дизельного двигуна, приводить до розвитку мікроорганізмів в біодизелі і сприяє утворенню вільних жирних кислот, що викликають корозію металевих деталей.
Хімічне рівняння для реакції переетерифікації з метанолом:

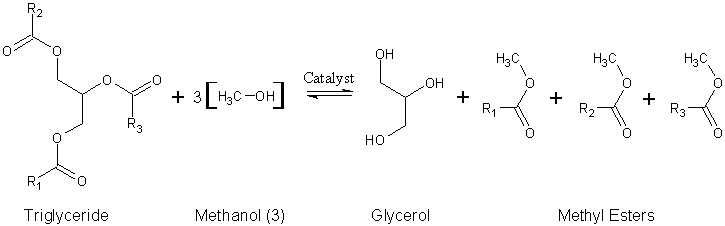
1 моль тригліцериду + 3 моль метанолу → 1 моль гліцеролу + 3 моль FAME

Як каталізатор найчастіше використовується гідроксид натрію або калію.
Час, необхідний для реакції, – від 1 до 8 годин. Найшвидше протікає за 70 °C — температурі кипіння спирту. Зі зменшенням температури на 10 °C швидкість реакції уповільнюється вдвічі. Однак існує думка, що безпечніше реакцію здійснювати при температурі в діапазоні кімнатної — 50-55 °C.
Швидкість хімічної реакції може бути підвищена за допомогою ультразвуку. Це дозволяє здійснювати серійне виробництво в безперервному потоці і скоротити капітальні витрати.
При потребі, комплексно характеризувати вихідну сировину можна хімічними аналізами — використовуванням титрометричних методів для визначення функціональних чисел (кислотного, йодного, омилення, ефірного), а також визначення вмісту гліцерину, фізичними — визначення: густини, в'язкості, температури замерзання.

##### Реактори
При традиційній технології основним апаратом в технологічному ланцюжку є реактор, який забезпечує проходження реакції етерифікації. Найчастіше застосовуються реактори з механічним та кавітаційним (робота основана на ефекті кавітації) перемішуванням олії з реагентом (сумішшю метанолу і каталізатора).
Кавітація виникає в результаті місцевого зниження тиску в рідині, яке може відбуватися або при збільшенні її швидкості (гідродинамічна кавітація), або при проходженні акустичної хвилі великої інтенсивності під час напівперіоду розрідження (акустична кавітація). Переміщуючись разом із потоком в область з вищим тиском або під час напівперіоду стиснення, кавітаційна бульбашка лускається, викликаючи цим появу ударної хвилі. Цей ефект і застосовується для інтенсивного перемішування при виробництві біодизеля.
Перевагою кавітаційних реакторів є їх висока продуктивність. Однак при цьому може знижуватись якість біодизеля, оскільки перемішування реагентів відбувається за частки секунди (за цей час і проходить реакція етерифікації), що не завжди може забезпечувати якісне проходження реакції.
Гідродинамічний кавітаційний реактор
Цей реактор спроєктований так, що діючи як насос, прокачує суміш рідин із накопичувального бака (або безпосередньо із трубопроводів) через кільцевий зазор між ротором і статором. Завдяки наявності на поверхнях ротора і статора подовжніх канавок, перетин проходу то зростає, то зменшується, і це викликає коливання тиску і, як наслідок, виникнення кавітаційного ефекту, що призводить до інтенсивного перемішування компонентів.
Струменевий гідродинамічний кавітаційний реактор
Реактор являє собою сопло Вентурі, в дифузорі якого в результаті збільшення площі поперечного перерізу спостерігається різке зменшення тиску, що викликає виникнення кавітації.
Акустична кавітація
При випромінюванні в рідину звуку з амплітудою звукового тиску, що перевершує деяку порогову величину, під час напівперіодів розрідження з'являються кавітаційні бульбашки на так званих кавітаційних зародках, якими найчастіше є газові включення, що містяться в рідині, і на поверхні акустичного випромінювача. Тому кавітаційний поріг підвищується у міру зниження вмісту газу в рідині, при збільшенні гідростатичного тиску, при охолодженні рідини та при збільшенні частоти звуку.
Магнітноімпульсна високочастотна кавітація 
Відрізняється від звичайного кавітаційного процесу дією магнітного поля на мікроплазмові утворення, що виникають при активній кавітації.
Реактор з механічним перемішуванням 
Продуктивність реактора з механічним перемішуванням поступається кавітаційним реакторам, однак завдяки більшому часу перебування реагентів в зоні перемішування досягається вихід якісного біодизелю.
Реактор являє собою циліндричну місткість (найчастіше виготовляють із нержавіючої сталі), висота якої в 2-2,5 рази перевищує діаметр. Температурний режим в апараті підтримує водяна сорочка або теплообмінник типу «змійовик». Реактор обладнаний арматурою і трубопроводами для подачі реагентів і видалення продуктів реакції. Степінь перемішування реагентів є визначальним фактором, що впливає на якість кінцевого продукту. Для їх ефективного перемішування застосовують механічну мішалку різних форм. Привод мішалки здійснюється від електродвигуна через редуктор.

#### Технологія з надкритичним станом метанолу
Ця найскладніша і найшвидша технологія, що дозволяє одержувати ідеально чистий біодизель, розроблена японськими фахівцями. Метанол при температурі 240°С і тиску 80 ат змішують із олією. В такому стані метанолу основна кількість олії реагує з ним протягом перших 30 с, а вся реакція етерифікації проходить за 2-4 хв., о оскільки каталізатор не застосовується - очищати від нього готовий продукт не потрібно. Достатньо тільки видалити надлишок метанолу.

## Гідрування біодизелю
У Фінляндії компанією "Neste Oil" запатентований процес гідрогенізації, при якому біодизель змішується з гідрогеном для одержання біопалива на основі біодизелю. Така суміш біодизеля та водню має торгову марку «NExBTL».

## Історія розвитку

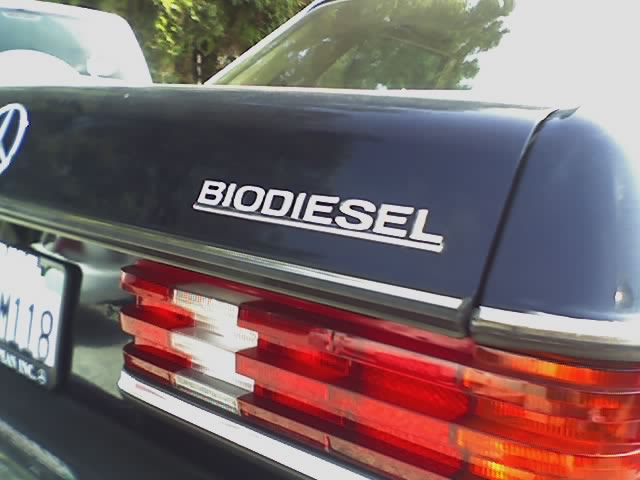
Старі дизельні Mercedes'и популярні для роботи на біодизельному паливі.

Переетерифікация рослинних жирів була здійснена 1853 року вченими E. Duffy та J. Patrick, задовго до запуску першого дизельного двигуна. 10 серпня 1893 року у місті Ауґсбург, Німеччина Рудольф Дизель випробував свій перший одноциліндровий двигун, який був завдовжки 3 м та важив 4,5 тонни. Двигун вибухнув та ледь не вбив винахідника. На згадку про подію, 10 серпня проголошено «Міжнародним днем біодизелю». 1900 року на всесвітній виставці в Парижі Дизель продемонструвавши свій двигун отримав головну нагороду.
Дизель вірив, що майбутнє для його двигунів за використанням біопалива. 1912 року він сказав «використання рослинних жирів для виробництва палива може видаватись несуттєвим зараз, але з плином часу такі жири можуть стати настільки ж важливими, як продукти з нафти та вугільної смоли в наш час».
Протягом 1920-х, виробники дизельних двигунів переорієнтували свої двигуни на використання дизельного палива виготовленого з нафти, що має меншу в'язкість порівняно з рослинними жирами. Нафтова промисловість спромоглася здійснити вторгнення на паливний ринок оскільки виробництво палива з нафти було значно дешевшим ніж з біологічної сировини. Як наслідок багаторічний занепад виробництва біопалива. Лише нещодавно на тлі занепокоєння станом довкілля та зменшення різниці у вартості, біопаливо таке як біодизель стало реальною альтернативою.

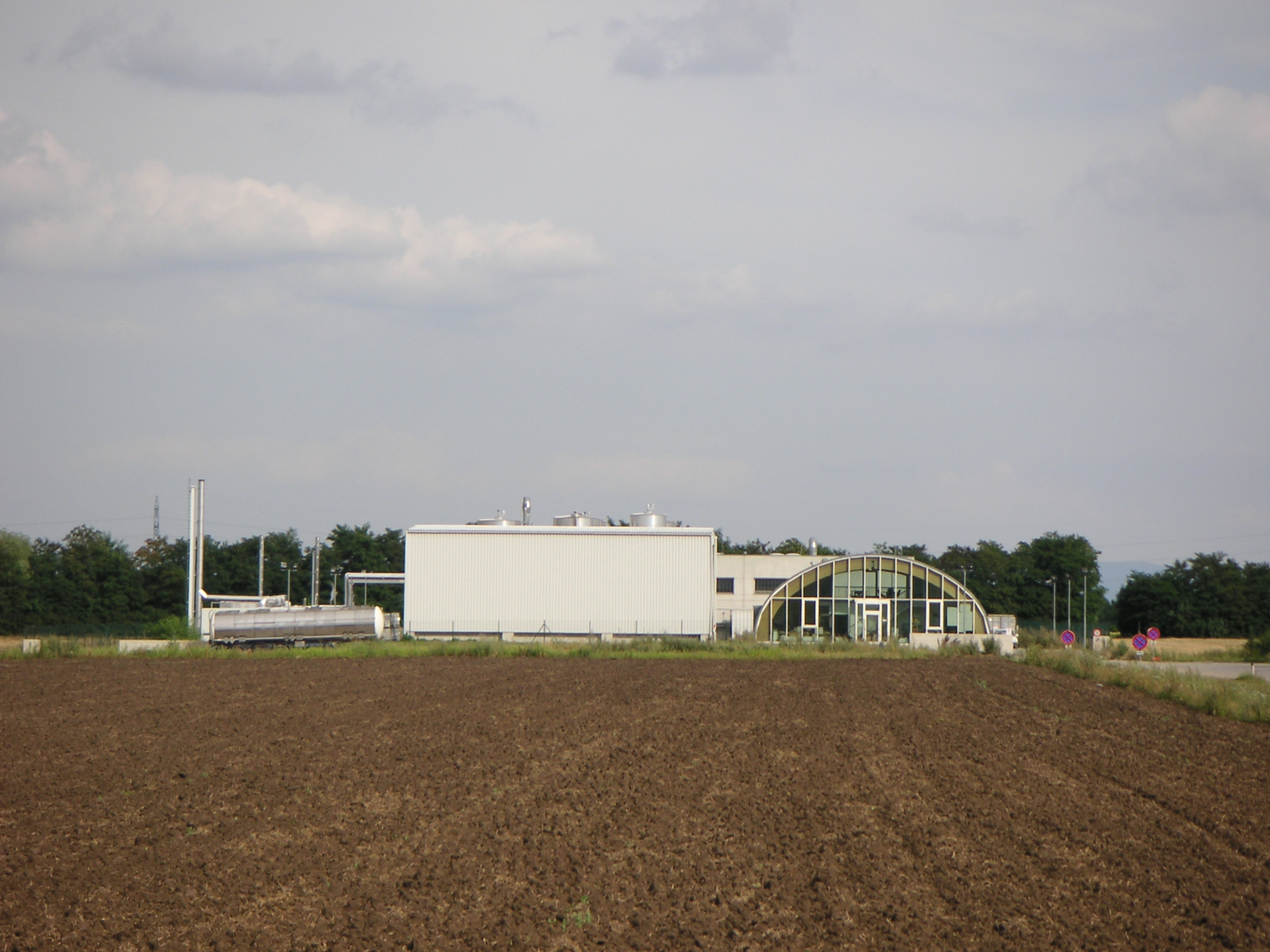
Завод з виробництва біодизелю в Цістерсдорф, Німеччина

Дослідження в галузі використання переетерифікованої соняшникової олії та підвищення її якості до стандартів звичайного дизельного палива почалися у ПАР у 1979. До 1983 результати досліджень були опубліковані. Технологічний процес дозволяв виготовляти біодизель, якість якого відповідала нормам звичайного дизельного пального. Австралійська компанія Gaskoks, отримала технологію від південноафриканських дослідників, та спорудила перший пілотний завод для виробництва біодизеля в листопаді 1987, а перший завод для масового виробництва в квітні 1989 (з здатністю переробляти 30 000 тонн ріпаку на рік).
Протягом 1990-х, заводи були спорудженні у багатьох Європейських країнах, зокрема Чехії, Німеччині та Швеції. Франція розпочала власне виробництво біодизелю з ріпакової олії: у звичайне дизельне паливо додається 5 % біодизелю, а у дизельне паливо що використовується громадським транспортом 30 %. Тривають експерименти з використанням 50 % біодизелю. Тим часом, країни у всьому світі розпочинають розвивати власне виробництво: в 1998 Австрійський Біодизельний Інститут визначив 21 країну де є комерційні проєкти з виробництва біодизелю.
У вересні 2005 Міннесота стала першим штатом у США в якому законодавчо встановлена норма відповідно до якої дозволено продаж лише дизельного палива вміст біодизелю в якому не менший 2 %.

## Біодизель у світі
→Дивись статтю про використання та доступність біодизелю у різних країнах: Біодизель у світі.

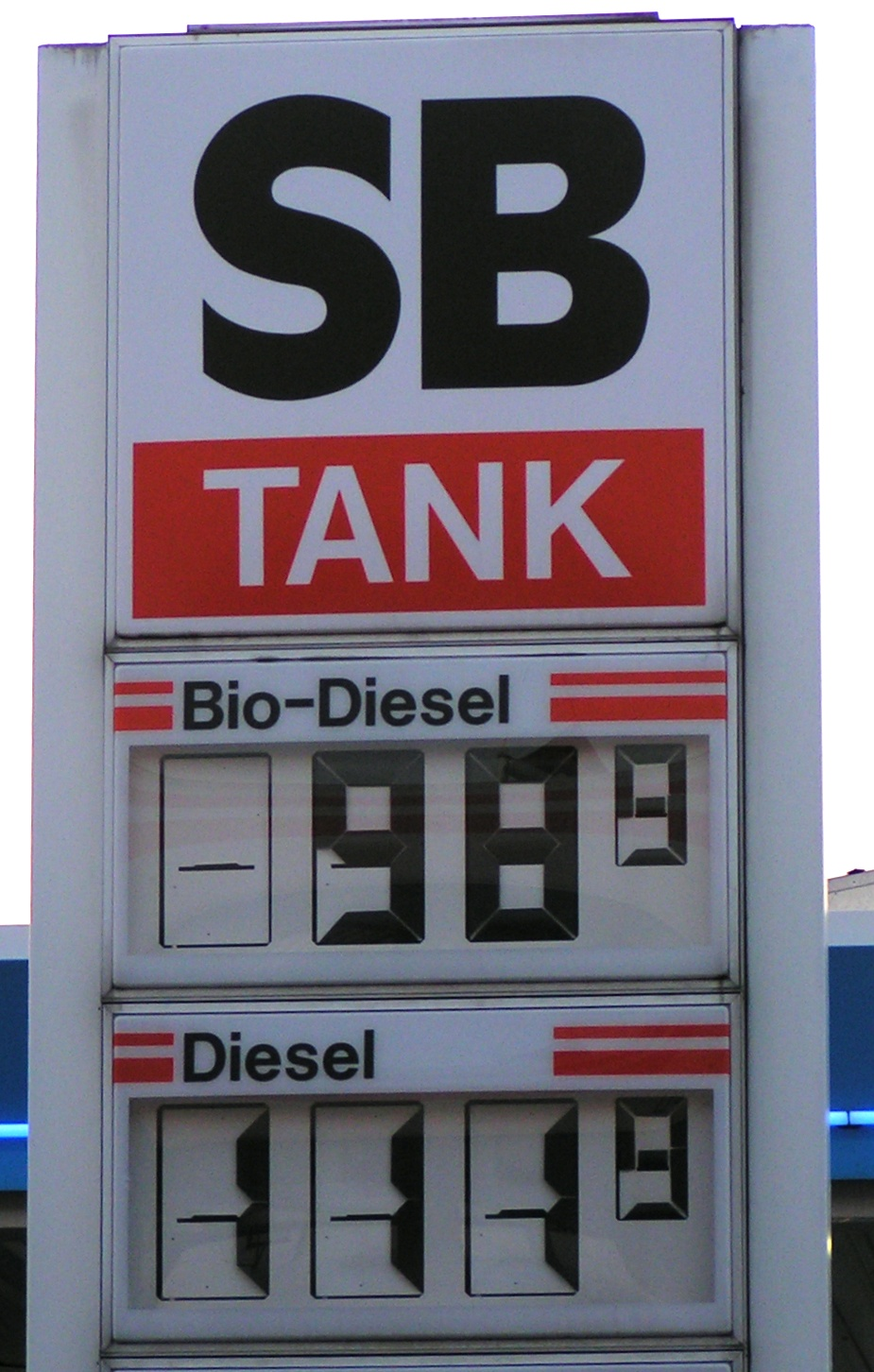
У деяких країнах біодизель дешевше, ніж звичайний дизель

Обсяги виробництва біодизелю у світі стрімко зростають. Загалом дизельне пальне, виготовлене з нафти, дешевше ніж біодизель, проте різниця в ціні змінюється на користь останнього відповідно до «ефекту масштабу» (врожайності ріпаку, ефективності використання соломи і шроту, вартості хімічних інгредієнтів (метанолу і лугу), глибини переробки гліцеринової води), а також внаслідок постійного зростання цін на нафту та завдяки урядовим субсидіям для виробників біодизелю. Зазвичай, ціна на біодизель нижча, ніж на нафтове дизельне паливо, але через заборону створення демпінгових умов, ціна буде незначно нижча від ціни на звичайний дизель.
В порівнянні з роздрібленою ціною бензину собівартість виробництва біоетанолу в США в 2,4 раза нижче, а у ЄС розрив між собівартістю біоетанолу і бензину, яким він розбавляється, рівний 4.
Лідером в споживанні біодизелю, а також лідером в застосуванні передових технологій при його виробництві є Німеччина.
За прогнозами ФАО виробництво біодизелю у світі до 2017 року досягне 24 мільярдів літрів. Прогнозується, що більша частина обсягів продукції надходитиме з Індонезії й Малайзії, а головним одержувачем буде ЄС. Саме країни ЄС у 2017 році будуть споживати більше половини світового виробництва біодизеля.
Близько 80% біодизеля, що випускається Євросоюзом, добувається з ріпаку.
Ряд країн Європи (Данія, Австралія, Іспанія) свої потреби в біодизелі вичерпали.
| Країна          | Виробництво за роками в тис. т | Виробництво за роками в тис. т | Виробництво за роками в тис. т | Виробництво за роками в тис. т | Виробництво за роками в тис. т | Виробництво за роками в тис. т |
| Країна          | 2002                           | 2003                           | 2004                           | 2005                           | 2006                           | 2007                           |
| --------------- | ------------------------------ | ------------------------------ | ------------------------------ | ------------------------------ | ------------------------------ | ------------------------------ |
| Німеччина       | 450                            | 715                            | 1035                           | 1669                           | 2662                           | 4361                           |
| Франція         | 366                            | 357                            | 348                            | 492                            | 743                            | 780                            |
| Італія          | 210                            | 273                            | 320                            | 396                            | 447                            | 1366                           |
| Чехія           | -                              | -                              | 60                             | 133                            | 107                            | 203                            |
| Польща          | -                              | -                              | -                              | 100                            | 116                            | 250                            |
| Австрія         | 25                             | 32                             | 57                             | 85                             | 123                            | 326                            |
| Словаччина      | -                              | -                              | 15                             | 78                             | 82                             | 99                             |
| Іспанія         | -                              | 6                              | 13                             | 73                             | 99                             | 508                            |
| Данія           | 10                             | 40                             | 70                             | 71                             | 80                             | 90                             |
| Велика Британія | 3                              | 9                              | 9                              | 51                             | 192                            | 657                            |
| Словенія        | -                              | -                              | -                              | 8                              | 11                             | 17                             |
| Литва           | -                              | -                              | 5                              | 7                              | 10                             | 42                             |
| Латвія          | -                              | -                              | -                              | 5                              | 7                              | 20                             |
| Інші країни     |                                |                                |                                |                                |                                | 1570                           |
| Всього у ЄС     | 1065                           | 1434                           | 1933,4                         | 3184                           | 6069                           | 10289                          |

## Використання
Мільйони автомобілів в Європі працюють на біодизелі. Він використовується в чистому виді (В100) або, як суміш з нафтовим дизельним паливом. Чистий, без домішок біодизель може заливатись до баку будь-якого дизельного транспорту.
Біодизель може використовуватися в будь-яких дизельних двигунах без внесення зміни в конструкцію двигуна. Однак існує дискусія щодо ступеня безпечності використання біодизелю для таких двигунів. Оскільки біодизель кращий розчинник ніж звичайне дизельне пальне — він «прочищає» двигун, видаляє наліт з паливних трубок, і, отже, може призвести до засмічення інжектора.
Багато автовиробників дуже позитивно налаштовані щодо використання біодизелю, наводячи нижчий рівень зношення двигуна, як одну з переваг цього пального. Однак при переході від звичайного дизельного пального до біодизелю, можливо, знадобиться заміна паливного фільтра. Більшість виробників оприлюднюють перелік автомобілів, які працюватимуть на 100% біодизелі — наприклад, повний список, наданий концерном "Фольксваген", наведено нижче. (Проте перед використанням біодизелю вперше доцільно проконсультуватись з автовиробником)
Деякі автовиробники залишаються обережними в питанні використання біодизелю. Багато виробників у Великій Британії надають гарантійну підтримку на двигуни лише за умови використання не більш як 5% біодизелю, змішаного з 95% стандартного дизельного пального — проте, ця позиція вважається занадто обережною. Відповідно до норм "Пежо" та "Сітроен", дизельні двигуни можуть працювати на 30% біодизелю. "Сканіа" та "Фольксваген" мають інші норми, які дозволяють використовувати 100% біодизелю для більшості їхніх двигунів.
В США проводились дослідження з використання як палива 100% метилового ефіру соєвої олії (біодизель), сумішей із 20% такого біодизелю і 85% нафтового дизпалива; 35% метилового ефіру соєвої олії і 65% нафтового дизпалива; 65% метилового ефіру соєвої олії і 35 нафтового дизпалива. Паливо із 20% добавки метилового ефіру соєвої олії прийнято Міністерством Енергетики США як альтернативне паливо. За даними Інституту Палива в Колорадо при збільшенні такої добавки в паливі від 20% до 100% витрата палива зменшується на 3,9%.

### Переваги
- Міжремонтний термін експлуатації двигуна, що працює на біодизелі збільшується приблизно на 50%.
- Вищий показник змащувальної здатності біодизелю порівняно зі звичайним дизельним паливом — перевага, що сприяє тривалішому «життю» форсунок.
- Цетанове число біодизелю становить 51 (тоді як в мінерального дизпалива - близько 45), що покращує запуск двигуна.
- Висока температура спалаху (не менше ) робить біодизель одним з найбільш пожежобезпечних видів палива.
- Кількість викидів шкідливих сполук і твердих часток при роботі двигуна на біодизелі зменшується на 20-25%, чадного газу - на 10-12%, ніж при роботі на мінеральному дизельному паливі.
- Біодизель не має неприємного бензолового запаху, а вихлоп машини, що працює на ньому, пахне смаженим насінням.
- Біодизель належить до екологічних видів палива, а вуглекислого газу в вихлопі рівно стільки, скільки споживається із атмосфери тими ж рослинами, з яких отримується олія. Один гектар ріпаку може поглинати до 20 т вуглекислого газу за сезон. 
  - Біодизель, потряпляючи в довкілля, дуже швидко піддається біологічному розкладанню: один літр мінерального палива здатен забруднити 1 млн л питної води і привести до загибелі водяної флори і фауни, тоді як біодизель при потраплянні в воду не завдає шкоди ні рослинам, ні тваринам. Крім того, він піддається практично повному біологічному розпаду: в ґрунті чи в воді мікроорганізми протягом 21 дня на 90% переробляють біодизель, протягом 28 днів — на 99%[13].
  - При роботі двигунів на біодизелі значно зменшуються шкідливі викиди інших продуктів згоряння, в тому числі сірки — на 98%, а сажі — від 50 до 61%, гідрокарбонатів — та вуглекислих монооксидів – на 30–34%.

### Недоліки
- Залишковий метанол в паливі, якого згідно стандарту в паливі повинно бути не більше 0,2%, є потужним розчинником і буде викликати не лише розбухання гумових деталей, а й розчиняти забруднення в паливній системі. Тому біодизель роз'їдає прокладки та трубки з натуральної гуми (натуральна гума переважно використовуються в двигунах, виготовлених до 1992), хоча найвірогідніше, що ці деталі вже замінені на вироби з синтетичної гуми, котра не роз'їдається біодизелем.
- При використанні звичайного дизельного палива у двигуні та паливних трубках утворюється наліт. При переході на використання біодизелю цей наліт руйнується (оскільки біодизель кращий розчинник ніж звичайне дизельне паливо) і засмічує паливні фільтри та інжектори. Тому при пробігу 1000—1500 км з моменту переходу на біодизель рекомендується заміна паливних фільтрів.
- Зберігати біодизель понад три місяці не рекомендується, оскільки він розкладається.
- Фінансовані виробниками нафтопродуктів дослідження доводять, що для двигунів, звичайне дизельне паливо є кращим ніж біодизель. Але це заперечують незалежні організації, які помітили що біодизель зменшує спрацювання двигуна. Для багатьох стандартних моделей автомобілів атестоване використання біодизелю (наприклад див. табл. «Схвалене використання біодизелю для автомобілів Фольксваген» праворуч)

- Температура за якої чистий (В100) біодизель починає гуснути значно коливається і залежить від суміші ефірів а відповідно від сировини що використовувалась для виробництва палива. Наприклад біодизель виготовлений з певних різновидів каноли починає гуснути при −10 °C. Біодизель виготовлений з тваринних жирів стає гелеподібним при +16 °C. Взимку використовується низькотемпературний біодизель, що містить домішки котрі значно знижують температуру загуснення біодизелю.

Дехто модифікує свій транспорт для використання біодизелю без домішок навіть при низьких температурах. Встановлюється другий паливний бак. До нього підводиться нагрівальна спіраль якою тече змащувально-охолоджувальна рідина автомобіля. Датчик температури, встановлений у баці, повідомляє водія коли біодизель достатньо нагрітий для використання, водій перемикає бак подачі палива.

## Український біодизель
Сировинна база для виробництва цього виду палива в Україні дуже широка. Станом на 2010 рік для сільськогосподарських робіт в Україні необхідно мати 1,9 млн тонн дизельного палива і 620 тис. тонн бензину, котрі виробляються з 4,5 млн тонн нафти, переважно імпортної.
За даними, наведеними в літературі, технічно доступний потенціал продукування біодизельного пального з ріпаку, соняшнику та сої в Україні становить більше 37,6 ТВт·год/рік. Для цього необхідна площа для вирощування рослинної сировини близько 65500 км², з якої можливо одержати 3,6 млн т/рік біодизельного пального.
В Україні вирощується олійних культур (соняшник, ріпак, соя) в 2,5 рази більше, чим потрібно державі, щоб забезпечити народ олією, а аграріїв біодизелем.
В Україні з 2007 року введені в експлуатацію заводи з виробництва дизельного біопалива в смт. Сарата (Одеська область) та поблизу Херсону, потужністю 7,0 та 10,0 тис. тонн на рік.
Товариство з обмеженою відповідальністю "ЕЛЕРОН" (ТОВ "ЕЛЕРОН") з 1997 року займається питанням розвитку біоенергетики загалом і інжинірингом заводів з виробництва дизельного біопалива зокрема. Сімейна компанія, раніше на чолі професора, академіка Сухенка Юрія Григоровича, який вболівав за Україну та розвиток біоенергетики виступаючи на новинних каналах ICTV висвітлював проблеми розвитку цієї галузі. Наразі будівництвом заводів, після смерті батька, керує його син Сухенко Владислав Юрійович, теж професор, академік Академії технічних наук України. Заводи, які випускає компанія, за класичною технологією, пройшли приймальні випробування з резолюцією "Рекомендовані до серійного випуску" у УкрНДІПВТ імені Леоніда Погорілого. Також згідно Висновку державної санітарно-епідеміологічної експертизи відповідають нормативним показникам ТУ У 28.9-21515955-001:2014 Заводи серії МЗДП продуктивністю від 1 до 5 тонн дизельного біопалива на зміну сертифіковані і відповідають всім необхідним нормам із охорони праці, навколишнього середовища та техніки безпеки.
В м.Дніпропетровську, спеціалістами ВАТ «Біодизельдніпро» розроблено технологію та устаткування для продукування мікроводоростей і одержання олії для виготовлення біопалива.
Попри стрімке зростання, протягом останніх років, обсягів вирощеного ріпаку (основної сировини для виробництва біодизелю в Україні), левова його частина експортується в країни Європи.  [Архівовано 25 червня 2013 у WebCite]
Планується будівництво подібних підприємств у Вінницькій, Полтавській, Дніпропетровській, Житомирській, Сумській, Хмельницькій та Івано-Франківській областях. У більшості проєктів сировиною для виробництва біодизелю має стати насіння ріпаку.
Вже збудований та вийшов на мінімальну потужність (50 тонн) завод у Запорізькій області. Заплановано відкриття Запорізького Біопаливного Заводу у Запоріжжі.
Для виробництва біодизеля в Україні найбільш раціонально використовувати насіння ріпаку, соняшнику та сої.
Найсприятливіші агроекологічні умови для вирощування озимого та ярового ріпаку в Україні на Поліссі та у Лісостепу. Поряд із традиційним регіоном, де вирощують ріпак, — Західна Україна — найперспективнішими вважаються Чернігівська, Сумська, Полтавська і Черкаська області.

### Біодизель з ріпака
При відповідній технології вирощування ріпаку з 1 га площі отриманий врожай дає 20 т зелених кормів, 20 т зелених добрив, 3–3,5 т насіння, 13 ц олії, 16 ц макухи (шроту), 100 кг меду, 500 кг паперу. Призначене для виробництва олії насіння ріпака різних сортів, повинне мати вологість 5–7%, засміченість не більше 1%, вміст ерукової кислоти — менше 2% та кислотне число — не більше 3. Порушення цих вимог погіршує ефективність вижимання та етерифікації, а також може стати причиною зниження якості олії. На це впливають ступінь стиглості насіння та умови його зберігання. Із 3 тонн насіння ріпаку вологістю 7-8% можна отримати 1 тонну біодизеля, 1,9 тонни шроту (із вмістом олії 8-12%), та близько 0,2 тонни гліцерину.
За даними Держкомстату України, 54 % вирощеного врожаю ріпаку у 2004 р.; 67 % — у 2005; 78 % — у 2006; 87 % — 2007; 83 % — 2008 р. експортується в країни ЄС. Лише окремі господарства виробляють біодизель для власних потреб, використовуючи мінізаводи та дослідницькі установки, продуктивність яких не перевищує 10 тис. тонн біопалива за рік. Виробництво та використання рідкого біопалива в промисловому масштабі в Україні практично відсутнє. За даними Міністерства аграрної політики України, такі заводи успішно працюють у Львівській, Херсонській, Одеській, Рівненській, Вінницькій, Донецькій, Тернопільській і Полтавській областях. Загальна потужність цехів становить близько 600 тонн на добу.
За період липень-квітень 2008-2009 МР Україна експортувала 2630,08 тонн ріпаку. За аналогічний пероід 2009-2010 МР вивезла на зовнішні ринки 1757,76 т ріпаку. Найбільшими імпортерами українського ріпаку є країни Європейського Союзу (ЄС-27). Вони імпортують ріпак як сировину для біодизельної промисловості. Зокрема за період липень-квітень 2010 МР у Нідерланди було експортовано 469,32 тис. т ріпаку (27%), до Бельгії — 346,01 тис. т (20%), Франції — 291,75 тис. т (17%), Польщі — 134,46 тис. т (8%).

## Біодизель з мікроводоростей
Через високий вміст ліпідів багато видів мікроводоростей можуть стати перспективним джерелом сировини для виробництва біодизелю. Це підтверджено даними про те, що з 1 га землі можна отримати 446 л соєвої олії або 2690 л пальмової, а з такої ж площі водної поверхні — близько 90 000 л біодизелю. Установлено, наприклад, що вміст ліпідів у Scenedesmus dimorphus за різних умов може коливатися в межах 16–40%, а в Chlorella vulgaris — 14–22% від маси сухої речовини, у батріококус браунії — 30-40%. Крім цього, якість біодизелю залежить від жирнокислотного складу вихідної сировини. З насичених жирних кислот у складі водоростей переважає пальмітинова, з ненасичених — пальмітоолеїнова (16:1) і ліноленова (18:3). Загальна ненасиченість жирних кислот ліпідів мікроводоростей значно вища, ніж у пальмової олії, яка, однак, поступається соєвій. Жирнокислотний склад ліпідів мікроводоростей може суттєво змінюватися залежно від варіювання умов їх вирощування. Зниження температури культивування, як і підвищення рівня освітленості, призводить до зростання частки ненасичених жирних кислот у хімічному складі водоростей .

## Гриби
Групою науковців Російської академії наук у Москві опубліковано у вересні 2008 року роботу, в якій стверджується про можливість використання ліпідів мукорових грибів для перетворення їх на біодизельне паливо. Мукорові гриби родини Cunninghamellaceae (гриб Cunninghamella japonica) здатні до активного синтезу ліпідів, вміст яких в біомасі може досягати 50 % (від сухої ваги біомаси).
Нещодавнє відкриття варіанта гриба Gliocladium roseum вказує на можливість виробництва так званого міко-дизельного палива з целюлози. Цей організм був недавно виявлений в тропічних лісах на півночі Патагонії і володіє унікальною здатністю перетворювати целюлозу в середньої довжини вуглеводні, які зазвичай зустрічаються в дизельному паливі.

## Гасіння палаючого біодизелю
Горіння біодизеля супроводжується нагріванням палива до температур, за яких відбувається скипання води і водних розчинів піноутворювачів, а також інтенсивне руйнування піни на поверхні рідини. Під час горіння мають місце викиди нагрітих рідин з осередків горіння.
Прийнятними засобами гасіння біодизеля слід вважати повітряно-механічну піну, отриману з водних розчинів піноутворювачів, яка подається з таким розрахунком, щоб забезпечити якомога більш рівномірне покриття палаючої поверхні та умови гасіння, за яких відсутні викиди. Інтенсивність 
подавання робочих розчинів піноутворювачів можна приймати такою, яка дорівнює нормованому значенню під час гасіння дизельного палива, тобто 0,08 дм3/(м2 с).
Характер горіння, а також взаємодії палаючого біодизелю з повітряно-механічною піною подібний до характеру горіння та взаємодії з піною рослинної олії.
Для гасіння біодизелю придатні також вогнегасні порошки загального 
призначення і діоксид вуглецю.
Процеси гасіння сумішей біодизеля з традиційним дизельним паливом з часткою першого компонента до 30 % суттєво не відрізняються від процесів гасіння традиційного дизельного палива.
Для гасіння придатні загальновідомі тактичні прийоми гасіння 
нафтового дизельного палива описані у «Тимчасовому статуті дій у надзвичайних ситуаціях. Частина ІІ (Гасіння пожеж. Органи управління, пожежно-рятувальні підрозділи Оперативно-рятувальної служби цивільного захисту) / Затв. нак. МНС від 07.02.2008 № 96».